# Pseudemoia pagenstecheri
Pseudemoia pagenstecheri е вид влечуго от семейство Сцинкови (Scincidae). Видът не е застрашен от изчезване.

## Разпространение и местообитание
Разпространен е в Австралия (Виктория, Нов Южен Уелс, Тасмания и Южна Австралия).
Обитава планини, възвишения, поляни, ливади и плата. Среща се на надморска височина от 1121,5 до 1541,1 m.

## Описание
Популацията на вида е намаляваща.